# Yorkshire (Virginie)
 (mars 2025).
Pour les articles homonymes, voir Yorkshire (homonymie).
Yorkshire est une census-designated place située dans le comté de Prince William, dans l’État de Virginie, aux États-Unis. Lors du recensement de 2020, elle comptait 10 992 habitants.